# Maurice B. Webb
Maurice Barnett Webb (* 14. Mai 1926 in Neenah, Wisconsin; † 15. Januar 2021 in Middleton, Wisconsin) war ein US-amerikanischer Experimentalphysiker (Oberflächenphysik).

## Biografie
Maurice Barnett Webb studierte Physik an der University of Wisconsin-Madison mit dem Bachelor-Abschluss 1950, dem Master-Abschluss 1952 und der Promotion 1956. Dazwischen war er 1952/53 am Project Lincoln des Massachusetts Institute of Technology beteiligt. Ab 1956 war er am Forschungslabor von General Electric in Schenectady. 1961 wurde er Associate Professor und 1965 Professor für Physik an der University of Wisconsin-Madison. Von 1971 bis 1973 stand er dort der Abteilung Physik vor und 2003 wurde er emeritiert.
1987 erhielt er den Davisson-Germer-Preis für seine Beiträge zur Entwicklung von Low-Energy Electron Diffraction (Laudatio).